# Pleurothallis loranthophylla
Pleurothallis loranthophylla är en orkidéart som beskrevs av Heinrich Gustav Reichenbach. Pleurothallis loranthophylla ingår i släktet Pleurothallis och familjen orkidéer. Inga underarter finns listade i Catalogue of Life.